# Jeunesse Sportive Kairouanaise
O Jeunesse Sportive Kairouanaise é um clube de multi-esportivo tunisiano com sede em Kairouan. A equipe compete no Campeonato Tunisiano de Futebol.

## História
O clube foi fundado em 1942.